# Территориальная прелатура Чота
 Территориальная прелатура Чота  (лат. Dioecesis Chulucanensis) — территориальная прелатура Римско-Католической церкви с центром в городе Чота, Перу. Территориальная прелатура Чота входит в митрополию Пьюры. Кафедральным собором территориальной прелатуры Чота является церковь Всех Святых.

## История
7 апреля 1963 года Римский папа Иоанн XXIII издал буллу Pontificie munus, которой учредил территориальную прелатуру Чота, выделив её из епархии Чиклайо.

## Ординарии территориальной прелатуры
- епископ Florentino Armas Lerena (7.04.1963 — 17.08.1976)
- епископ José Arana Berruete (24.01.1979 — 27.10.1992)
- епископ Emiliano Antonio Cisneros Martínez (7.12.1993 — 27.03.2002) — назначен епископом Чачапояса
- епископ José Carmelo Martínez Lázaro (27.03.2002 — 12.10.2004) — назначен епископом Кахамарки
- епископ Fortunato Pablo Urcey (15.10.2005 — по настоящее время)

## Источник
- Annuario Pontificio, Ватикан, 2005